# Centro-Sur
La province de Centro-Sur est l'une des sept provinces de la Guinée équatoriale, qui a pour capitale Evinayong.

## Géographie
La province possède une frontière commune avec le Cameroun au Nord et avec le Gabon au Sud.

## Organisation territoriale
Elle est divisée en trois districts : 
- Evinayong (Centre)
- Akurenam (Sud)
- Niefang (Nord)

La province compte cinq villes : 
- Akurenam
- Bicurga
- Evinayong
- Niefang (anciennement Sevila de Niefang)
- Nkimi

## Démographie
| 1983   | 1994   | 2001    | 2013    |
| ------ | ------ | ------- | ------- |
| 52 393 | 60 341 | 125 856 | 202 054 |